# جبال آل تليد
جبال آل تليد هي سلسلة جبلية تقع في جنوب غرب السعودية وتحديداً في سراة خولان. وتمتاز بكثرة البحيرات الدائمة فيها والسيول الجارية باستمرار، وكثرة أمطارها.